# The Sanctuary
El Santuari (The Sanctuary en anglès) és un lloc prehistòric a Overton Hill, situat a unes 5 milles (8.0 km) a l'oest de Marlborough al comtat anglès de Wiltshire. El Santuari forma part del conjunt megalític de Stonehenge, Avebury i llocs relacionats que va ser proclamat Patrimoni de la Humanitat per la Unesco l'any 1986.
És part d'un ampli paisatge neolític que inclou els llocs propers del pujol Silbury, el gran túmul de West Kennet i el cercle de Avebury, que estava unit al Santuari per l'avinguda Kennet, de 2,5 quilòmetres de llarg i 25 m d'ample. També es troba proper a la ruta prehistòrica Ridgeway i prop de diversos túmuls de l'edat del bronze.

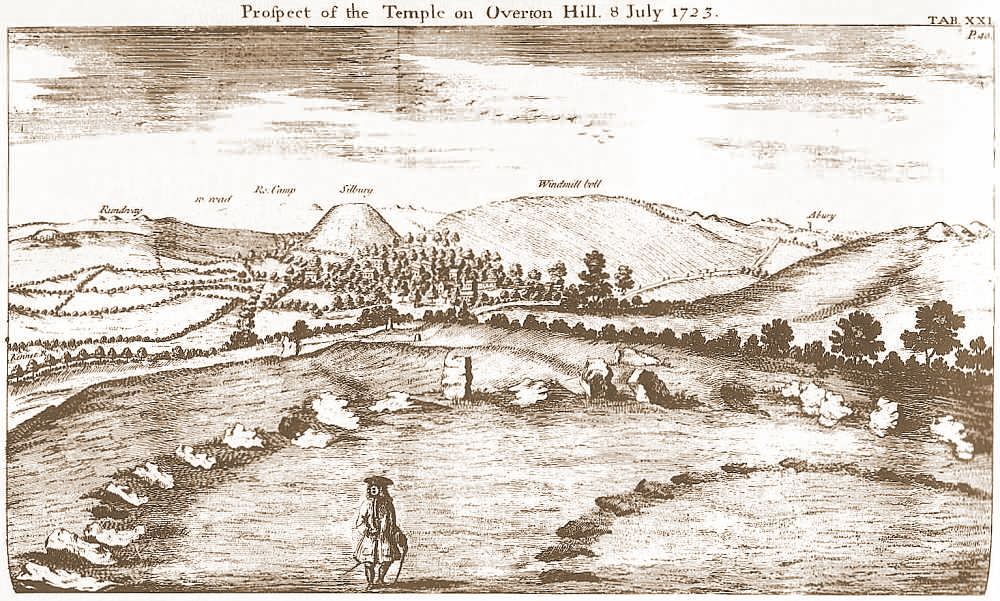
The Sanctuary segons W. Stukeley en 1723.

La primera etapa d'activitat en el lloc va consistir en sis anells concèntrics de fusta erigits al voltant del 3000 aC. Quan el lloc va ser excavat per primera vegada per Maud i Ben Cunnington l'any 1930, van ser interpretades com l'equivalent de fusta de Stonehenge. 162 clots van ser excavats, alguns amb pals dobles i restes de pals encara visibles. Interpretacions posteriors han postulat per la unió del Santuari amb Avebury a través de l'avinguda i han suggerit que els dos llocs poden haver servit per a propòsits diferents però complementaris. Les fustes podrien haver sostingut un sostre d'herba o palla i ésser un habitatge d'alt rang al servei dels rituals d'Avebury, encara que això només pot ser una conjectura. Una altra interpretació és que va servir de mortuori on els cadàvers es mantenien, ja sigui abans o després del tractament ritual a Avebury. Ceràmica del Neolític i ossos d'animals van ser recuperats pels arqueòlegs, el que pot indicar que el lloc va tenir un cert grau d'activitat per l'ocupació. Recents excavacions de Mike Pitts ha donat major credibilitat a la interpretació original dels Cunningtons de pals independents.

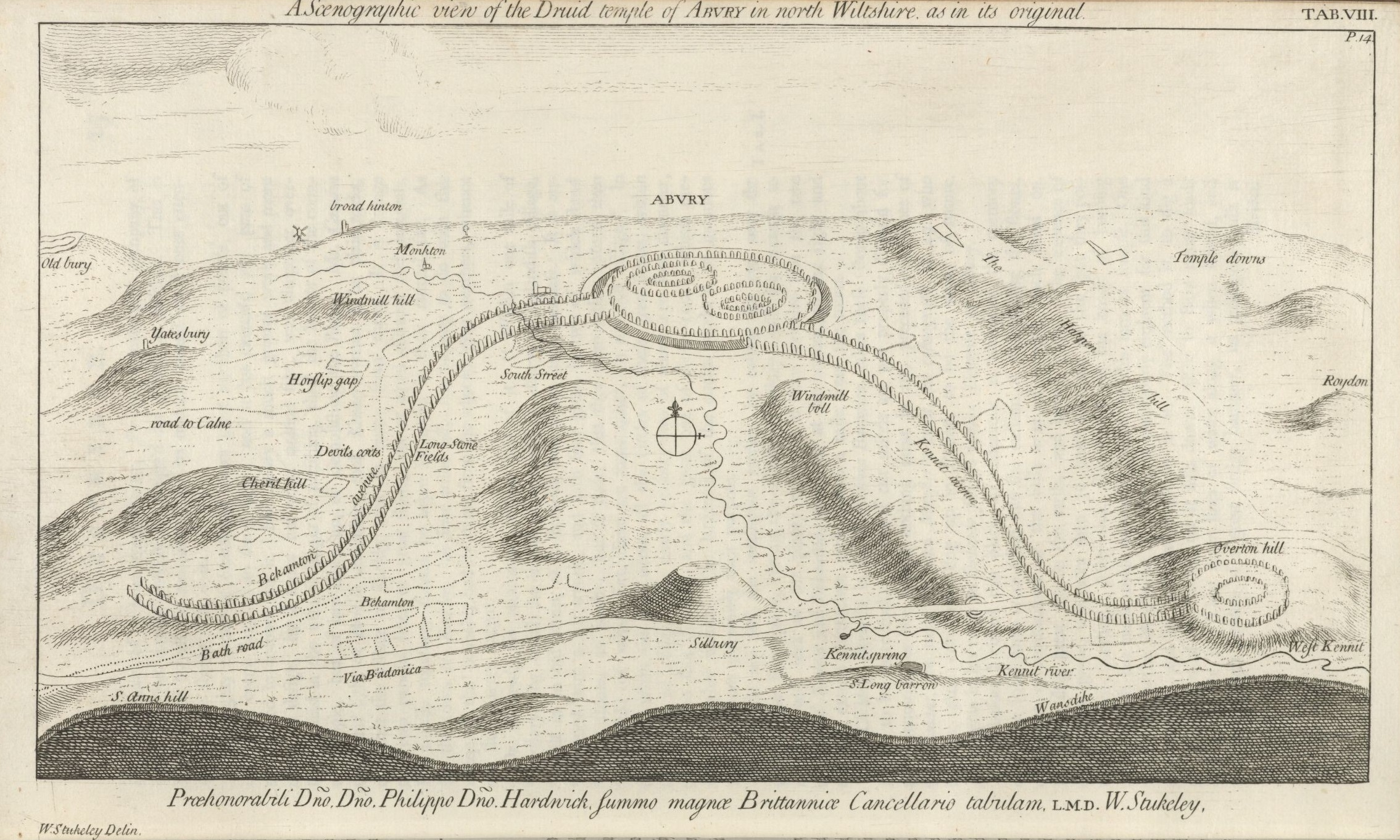
El Santuari com a cap d'un camí sinuós, segons W. Stukeley l'any 1723.

Fou probablement una sèrie de tres estructures de fusta cada vegada més grans, desplaçades, al voltant de 2100 aC., per dos cercles de pedra concèntrics de diferents diàmetres i nombre d'elements que els cercles de fusta anteriors. Stuart Piggott ha suggerit que les pedres es trobaven dins del tercer edifici contemporani major de fusta. Els Cunningtons van excavar elements de la Cultura del vas campaniforme, d'aquesta fase són fins i tot les restes d'un adolescent enterrat al costat d'una olla.
El lloc va ser destruït en gran part en 1723, encara que no abans que William Stukeley pogués visitar-ho i dibuixar-lo. Stukeley va considerar que les pedres en el Santuari representaven el cap d'una serp geganta pagana marcat per les avingudes Kennet i Beckhampton.
El Santuari està obert al públic, amb pals de ciment per marcar les posicions de les pedres i fustes originals.
Michael Dames (vegeu Referències), va formular una teoria composta de rituals de temporada, en un intent d'explicar el Santuari i els seus llocs associats (West Kennet Long Barrow, el cercle de Avebury, Silbury Hill i Windmill Hill).